# Hệ động thực vật hoang dã tại Việt Nam

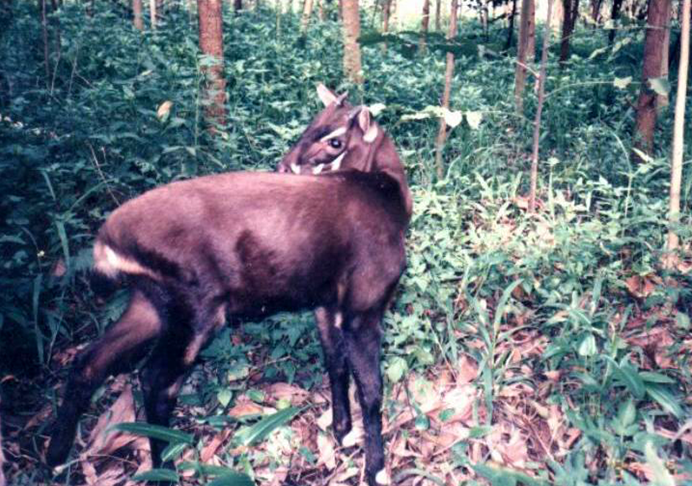
Sao la (Pseudoryx nghetinhensis) phát hiện tại Việt Nam năm 1992

Hệ động thực vật hoang dã tại Việt Nam có sự đa dạng sinh học độc đáo.
Công tác bảo vệ bảo tồn và nghiên cứu khoa học về hệ sinh thái của Việt Nam, đặc biệt là ở các khu rừng phòng hộ, đã được Chính phủ Việt Nam quan tâm ưu tiên. Chính phủ Việt Nam đã thiết lập vườn quốc gia Xuân Thủy ngập nước, bốn khu dự trữ sinh quyển UNESCO, và các vườn quốc gia là di sản thiên nhiên thế giới vịnh Hạ Long và vườn quốc gia Phong Nha-Kẻ Bàng; hai địa danh này đã UNESCO đưa vào Di sản thế giới.
Động thực vật hoang dã của Việt Nam bao gồm 11.400 loài thực vật có mạch, 1030 loài rêu, 310 loài động vật có vú, 390 loài bò sát, 262 loài lưỡng cư, 700 loài cá nước ngọt của cá và 2.000 loài cá biển. 

## Động vật hoang dã tại Việt Nam
Xem thêm: Hệ động vật Việt Nam
Động vật hiếm và đặc hữu như linh dương, phân loại theo phân họ trâu, bò, đã được tìm thấy vào năm 1992, tại vườn quốc gia Bạch Mã. Trong những năm 1990, ba loài thú lớn khác là mang Trường Sơn, mang Vũ Quang và mang Pù Hoạt, cũng được phát hiện, hai loài đầu trong cùng vườn quốc gia.
Có khoảng 889 loài chim và 310 loài động vật thân mềm sống trên đất. Tuy nhiên, một nghiên cứu của WWF đã báo cáo rằng gần 10% của các động vật hoang dã trong nước đang bị đe dọa tuyệt chủng. Việt Nam được xếp cao thứ 16 trong số 152 quốc gia được nghiên cứu về mặt tỷ lệ của các loài động vật hoang dã có nguy cơ.

## Thực vật đặc hữu Việt Nam
A
- Ái lợi
- Aspidistra nikolaii

B
- Bách vàng
- Ben nét tim
- Bình linh nghệ
- Bồ đề lá lời bời
- Bồ kết quả dày
- Bông mộc
- Bộp quả bầu dục
- Bulbophyllum arcuatilabium

C
- Cẩm cù cuống dài
- Cẩm cù lộc
- Cẩm lai vú
- Cầu diệp bán trụ
- Cầu diệp boulbett
- Cầu diệp cánh nhọn
- Cầu diệp Gia Lai
- Cầu diệp hình nĩa
- Cầu diệp lá mập
- Cầu diệp nâu tía
- Cầu diệp ngọc linh
- Cầu diệp rêu
- Cầu diệp sao
- Cầu diệp sigaldi
- Cầu diệp simond
- Cầu diệp tixier
- Cầu diệp trên thông
- Cầu diệp Việt Nam
- Chai lá cong
- Chân chim lá cọ
- Chè lá mỏng
- Chè Phú Hộ
- Chè sốp
- Chẹo thui lá to
- Cọ Hạ Long
- Cọ mai nháp lá nhỏ
- Cồng tía
- Cycas brachycantha

D
- Dạ hợp Bidoup
- Dalbergia boniana
- Dây móc mèo
- Dẻ tùng sọc nâu
- Dendrobium farinatum
- Dó Bà Nà
- Dứa Bắc Bộ

Đ
- Đáng Kon Tum

G
- Chi Gừng đen

H
- Hỏa hoàng christenson
- Hoa sữa Trung Bộ

K
- Kè Bắc Bộ
- Knema mixta
- Knema pachycarpa
- Knema pierrei'
- Knema poilanei
- Knema sessiflora
- Knema squamulosa

L
- Lan hài đỏ
- Lan hài vàng
- Lan hài Việt Nam
- Lan hoàng hạc
- Lan huyết nhung Việt Nam
- Lan kiều diễm Việt Nam
- Lan lọng Đà Lạt
- Lan phích Việt Nam
- Lilium eupetes

M
- Màu cau trắng
- Máu chó đá
- Me keo Việt Nam
- Mè tương
- Mỡ lông dày
- Mỡ Sapa
- Mun
- Musa exotica
- Musa viridis

N
- Nam tinh Hòn Bà
- Nhót bắc bộ

Ơ
- Ớt làn mụn cóc

P
- Lan hài Cao Bằng
- Phòng kỷ Quảng Bình
- Phong quỳ Sa Pa
- Pita Cúc Phương

R
- Ráy Việt Nam
- Rẫm Bắc Bộ
- Riềng đá vôi
- Riềng Phú Thọ

S
- Sam bông nam
- Sao lá hình tim
- Sâm Ngọc Linh
- Sụ quả to

T
- Thanh thất Việt Nam
- Thâu lĩnh Sơn La
- Thích quả đỏ
- Thiên niên kiện lá hình thìa
- Thiên niên kiện Việt Nam
- Thông Đà Lạt
- Thông lá dẹt
- Thu hải đường Ba Tai
- Thu hải đường Việt Nam
- Trà hoa vàng Cúc Phương
- Trà O’Conor
- Trắc trung
- Tricarpelema brevipedicellatum
- Tam thụ hùng giòn
- Trường sơn

X
- Xoài Đồng Nai
- Xoài rừng

Z
- Zeuxinella vietnamica

## Động vật đặc hữu Việt Nam
A
- Abbottina binhi
- Acheilognathus deignani
- Acheilognathus elongatoides
- Acheilognathus fasciodorsalis
- Acheilognathus imfasciodorsalis

B
- Bọ cạp Cảnh
- Bọ cạp Thiên Đường

C
- Cá bụng đầu Cửu Long
- Cá cháo Điện Biên
- Cá cóc Tam Đảo
- Cá cóc Việt Nam
- Cá cóc Ziegler
- Cá dốc
- Cà đác
- Cá ngão gù
- Cá Phong Nha
- Chà vá chân xám
- Chaerilus pathom
- Cheo cheo Việt Nam
- Chirixalus ananjevae
- Chirixalus laevis
- Chiromyscus thomasi
- Chuột chù Kẻ Gỗ
- Clubiona bachmaensis
- Cóc mày Botsford
- Cóc mày bụng cam
- Cóc mày mắt đỏ
- Cóc mày mắt trắng
- Cóc mày Na Hang
- Cóc mày nhỏ
- Cóc mày sần
- Cóc mày Sung
- Cóc núi Hansi
- Cua núi Vĩnh Tân
- Cuora picturata
- Cyrtodactylus bidoupimontis

D
- Dơi thùy tai to

Ê
- Ếch cây cựa
- Ếch cây Helen
- Ếch cây ma cà rồng
- Ếch cây sần Bắc Bộ
- Ếch cây sần nhỏ lưng xanh
- Ếch cây sần sương mù
- Ếch cây sần trá hình
- Ếch gai hàm
- Ếch gáy dô
- Ếch lưng gai
- Ếch trần kiên
- Ếch vạch
- Ếch xanh bana
- Ếch xanh Bắc Bộ
- Ếch xanh đổi màu
- Ếch xanh hmong
- Ếch xanh màng nhĩ lớn
- Ếch xanh morafka

G
- Gà lôi Beli
- Gà lôi lam đuôi trắng
- Gà lôi lam mào trắng
- Gà lôi vằn
- Gà rừng Việt Nam
- Gà so Trung Bộ
- Garrulax annamensis
- Goniurosaurus araneus'
- Gracixalus lumarius

H
- Hemiphyllodactylus zugi
- Heptathela cucphuongensis
- Hoẵng Nam Bộ
- Hươu xạ Cao Bằng

K
- Khỉ đuôi dài Côn Đảo
- Khướu đầu đen má xám
- Komiyasoma lei

L
- Leptacme cuongi
- Leptolalax applebyi
- Leptolalax bourreti
- Leucophlebia vietnamensis
- Limnonectes nguyenorum

M
- Macroglossum napolovi
- Macrothele maculata annamensis
- Mang Pù Hoạt
- Mang Trường Sơn
- Mi núi Bà
- Microhyla fusca

N
- Neolucanus baongocae
- Nhái bầu chân đỏ
- Nhái bầu ngón tay cái nhỏ
- Nhái bầu vẽ
- Nhái bầu xám tro
- Nhái cây Bà Nà
- Nhái cây đế
- Nhái cây đốm ẩn
- Nhái cây Quang
- Nhái cây Quyết
- Nhái cây Trường Sơn
- Nhái lá đốm vàng
- Nhông cát trinh sản

O
- Occidozyga vittatus
- Oospira duci
- Oreolalax sterlingae
- Orthriophis moellendorffi

Ô
- Ốc núi Bà Đen

P
- Parahelicops annamensis
- Phamartes coronatus
- Phryganistria heusii yentuensis
- Polistes brunetus
- Polypedates dorsoviridis
- Psilogramma monastyrskii
- Psilogramma surholti

R
- Rắn lục sừng
- Rắn lục Trùng Khánh
- Rhacophorus notater
- Rùa Trung bộ

S
- Thằn lằn Phê-nô Shea
- Schistura bachmaensis
- Sẻ thông họng vàng
- Spinibarbus babeensis
- Spinibarbus nammauensis
- Spinibarbus ovalius

T
- Thạch sùng Côn Đảo
- Thằn lằn bóng Sa Pa
- Thằn lằn chân ngón Cúc Phương
- Thằn lằn chân ngón Đạt
- Thằn lằn chân ngón Hòn Tre
- Thằn lằn chân ngón kingsadai
- Thằn lằn chân ngón Phú Quốc
- Thằn lằn chân ngón Thổ Chu
- Thằn lằn chân nửa lá Bà Nà
- Thằn lằn đá Russell Train
- Thằn lằn đá Việt Nam
- Thằn lằn núi Bà Đen
- Thằn lằn Phê-nô Bắc bộ
- Thằn lằn Phong Nha-Kẻ Bàng
- Theloderma bicolor
- Trichosomaptera gibbosa
- Trùng trục có khía

V
- Voi Việt Nam